# 加伯維爾 (加利福尼亞州)
加伯維爾（英語：Garberville）位於美國加利福尼亞州洪堡縣，是人口普查指定地區。

## 地理
座標40°06′00″N 123°48′00″W / 40.10000°N 123.80000°W，面積7.154平方千米，陸地7.006平方千米，水域0.148平方千米，最高點海拔163米（535英尺）。

## 人口
據2010年美國人口普查，當地人口913人，人口密度每平方千米127人。